# NGC 2596
NGC 2596 في الفهرس العام الجديد، هي مجرة، تقع في كوكبة السرطان. اكتشفت في 26 يناير 1865 بواسطة ألبرت مارث.

## روابط خارجية
- NGC 2596 على موقع ويكي سكاي: DSS2, SDSS, GALEX, IRAS, Hydrogen α, X-Ray, Astrophoto, Sky Map, Articles and images